# 주볼리비아 대한민국 대사관
주볼리비아 대한민국 대사관(스페인어: Embajada de la República de Corea en el Estado Plurinacional de Bolivia)은 볼리비아 라파스에 개설된 대한민국 외교부 소속의 대사관이다.

## 역사
- 1965년 4월 25일: 대한민국과 볼리비아 간의 대사급 외교 관계 수립
- 1976년 7월 6일: 주볼리비아 대한민국 대사관 최초 개관
- 1998년 12월 31일: IMF 구제금융 체제의 여파로 인하여 주볼리비아 대한민국 대사관 폐쇄, 주페루 대한민국 대사관에서 겸임
- 2008년 9월 16일: 주볼리비아 대한민국 대사관 재개관

## 역대 대사
- 제1대: 문종률 (1979년 6월~1980년 12월)
- 제2대: 박찬극 (1980년 12월~1983년 9월)
- 제3대: 변정현 (1983년 9월~1986년 12월)
- 제4대: 조갑동 (1986년 12월~1989년 12월)
- 제5대: 명인세 (1989년 12월~1992년 5월)
- 제6대: 김상철 (1994년 4월~1997년 12월)
- 제7대: 김홍락 (2008년 10월~2011년 10월)
- 제8대: 전영욱 (2011년 10월~2015년 4월)
- 제9대: 이종철 (2015년 4월~2018년 5월)
- 제10대: 김학재 (2018년 5월~2021년 6월)
- 제11대: 김기홍 (2021년 6월~2024년 3월)
- 제12대: 이장 (2024년 7월~현재)

## 같이 보기
- 주한 볼리비아 대사관
- 대한민국-볼리비아 관계